# تاپیو سیپیلا
تاپیو سیپیلا (فنلاندی: Tapio Sipilä؛ زادهٔ ۲۶ نوامبر ۱۹۵۸) کشتی‌گیر اهل فنلاند است.
وی در مسابقات کشوری و بین‌المللی در مجموع برندهٔ ۱ مدال طلا، ۳ مدال نقره، ۱ مدال برنز شده‌است.